# Sarry (Marne)
Sarry ist eine französische Gemeinde mit 2.028 Einwohnern (Stand 1. Januar 2022) im Département Marne in der Region Grand Est (vor 2016 Champagne-Ardenne). Sie gehört zum Arrondissement Châlons-en-Champagne und zum Kanton Châlons-en-Champagne-3. Die Einwohner werden Sarrysiens genannt.

## Geographie
Sarry liegt etwa vier Kilometer südöstlich des Stadtzentrums von Châlons-en-Champagne am Canal latéral à la Marne und an der Marne, die die Gemeinde im Westen begrenzt. Nachbargemeinden sind Châlons-en-Champagne im Norden und Nordwesten, Saint-Memmie im Norden und Nordosten, Courtisols im Nordosten, Moncetz-Longevas im Osten und Südosten, Sogny-aux-Moulins im Süden, Écury-sur-Coole im Westen und Südwesten, Coolus im Westen und Nordwesten sowie Compertrix im Nordwesten.

## Bevölkerungsentwicklung
| Jahr                       | 1962 | 1968 | 1975 | 1982 | 1990 | 1999 | 2006 | 2018 |
| -------------------------- | ---- | ---- | ---- | ---- | ---- | ---- | ---- | ---- |
| Einwohner                  | 563  | 585  | 1060 | 1401 | 2084 | 2085 | 2071 | 2037 |
| Quellen: Cassini und INSEE |      |      |      |      |      |      |      |      |

## Sehenswürdigkeiten
- Kirche Saint-Julien, um 1200 erbaut, seit 1911 Monument historique

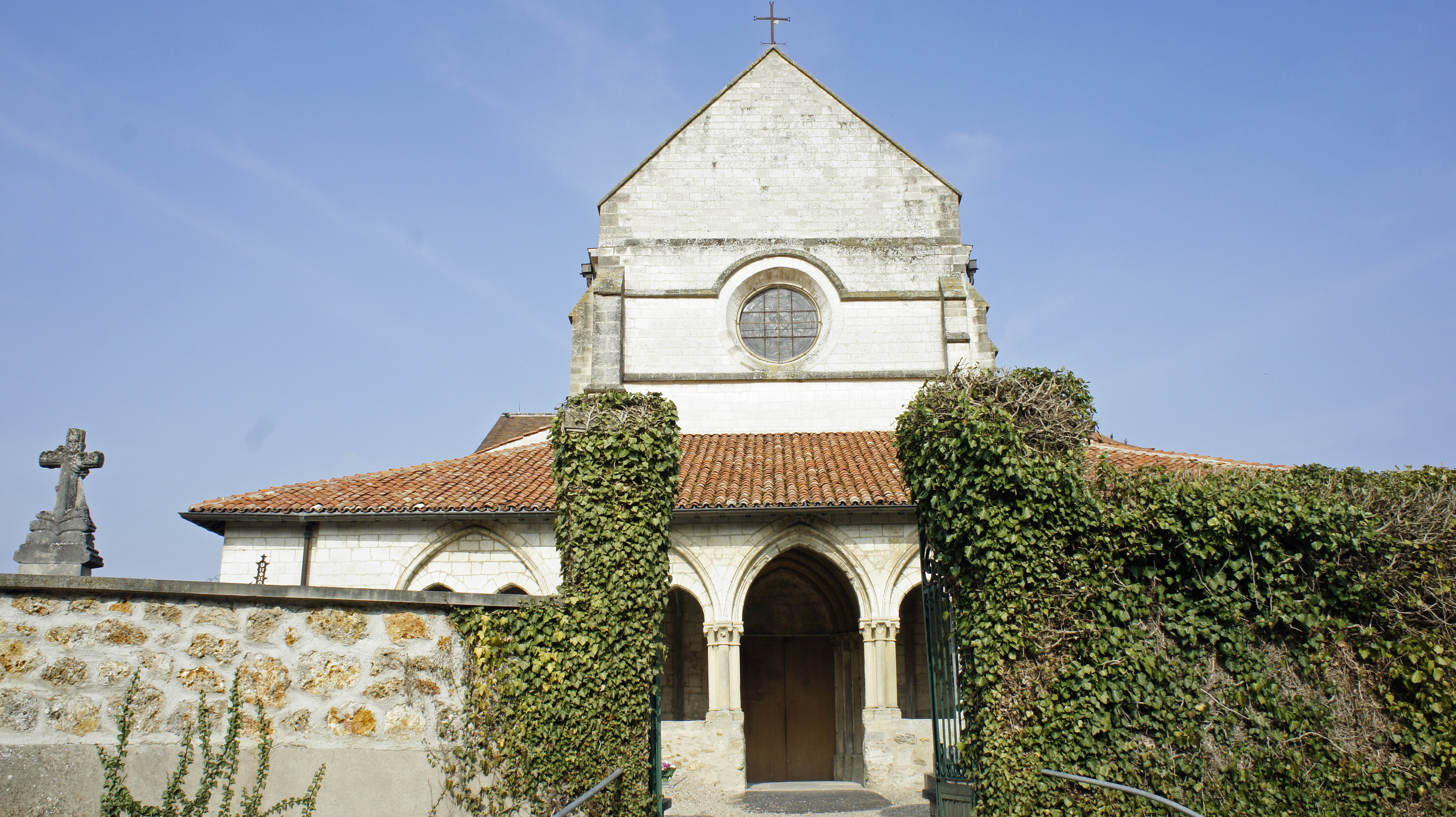
Kirche Saint-Julien

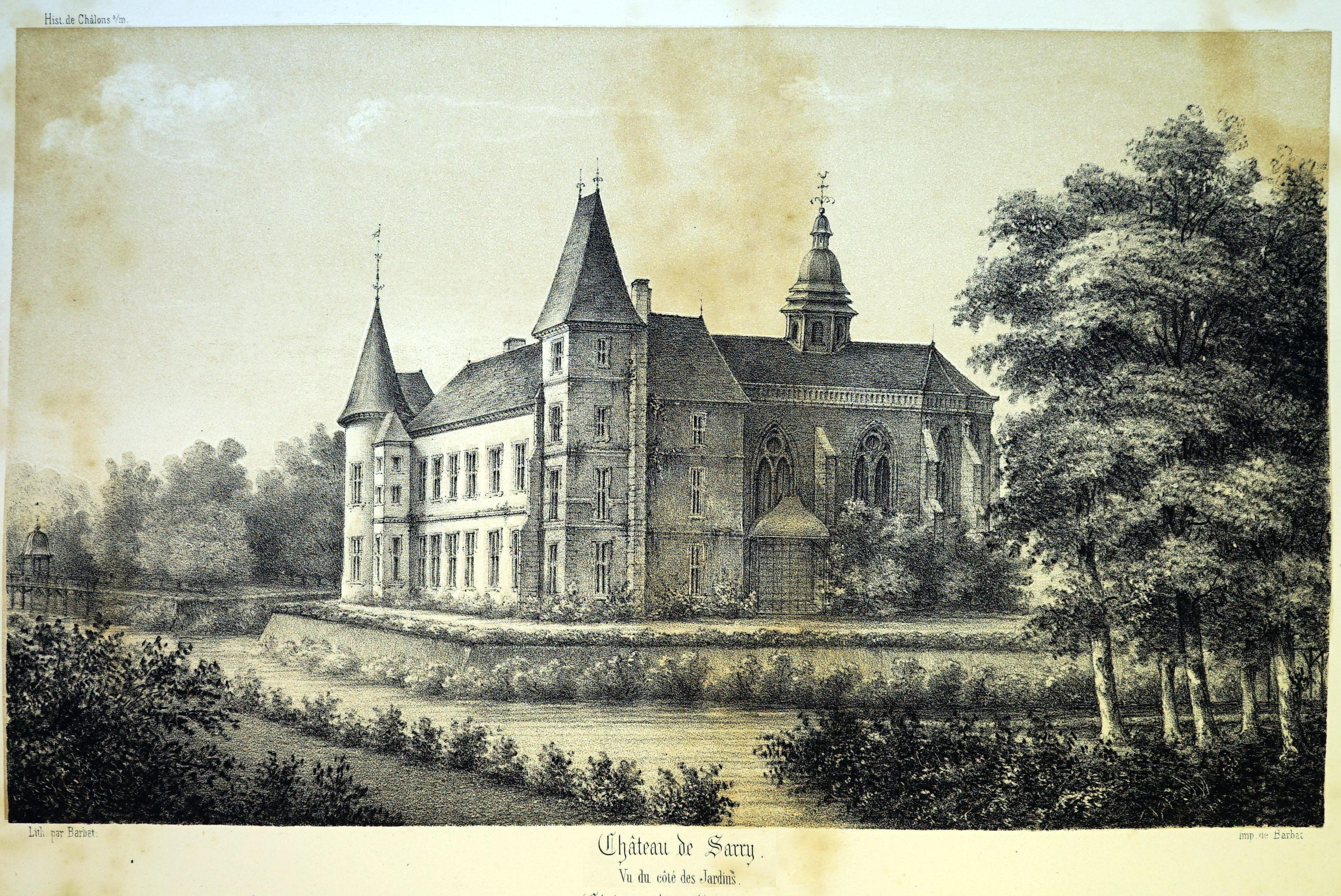
Schloss Sarry 1850

- Reste des alten Schlosses